# Parafia Podwyższenia Krzyża Świętego w Czernicy
Parafia Podwyższenia Krzyża Świętego w Czernicy znajduje się w dekanacie Jelcz-Laskowice w archidiecezji wrocławskiej.  Jej proboszczem jest ks. Mariusz Szypa. Obsługiwana przez kapłana archidiecezjalnego. Erygowana w 1988.